# Kanton Pont-l'Évêque
Pont-l'Évêque is een kanton van het Franse departement Calvados. Het kanton maakt deel uit van het arrondissement Lisieux.

## Gemeenten
Het kanton Pont-l'Évêque omvat tot 2014 de volgende 20 gemeenten:
- Beaumont-en-Auge
- Bonneville-sur-Touques
- Canapville
- Clarbec
- Coudray-Rabut
- Drubec
- Englesqueville-en-Auge
- Glanville
- Pierrefitte-en-Auge
- Pont-l'Évêque (hoofdplaats)
- Reux
- Saint-Benoît-d'Hébertot
- Saint-Étienne-la-Thillaye
- Saint-Hymer
- Saint-Julien-sur-Calonne
- Saint-Martin-aux-Chartrains
- Surville
- Tourville-en-Auge
- Vauville
- Vieux-Bourg

Op 1 januari 2019 werd de gemeente Coudray-Rabut opgenomen in de gemeente Pont-l'Évêque.
Bij de herindeling van de kantons door het decreet van 17 februari 2014, met uitwerking op 22 maart 2015, werd de gemeente Drubec overgedragen naar het kanton Mézidon Vallée d'Auge en werden volgende 29 gemeenten aan het kanton Pont-l'Évêque toegevoegd:
- Les Authieux-sur-Calonne
- Benerville-sur-Mer
- Blangy-le-Château
- Blonville-sur-Mer
- Bonneville-la-Louvet
- Le Breuil-en-Auge
- Le Brévedent
- Coquainvilliers
- Fauguernon
- Le Faulq
- Fierville-les-Parcs
- Firfol
- Fumichon
- Hermival-les-Vaux
- Manneville-la-Pipard
- Le Mesnil-sur-Blangy
- Moyaux
- Norolles
- Ouilly-du-Houley
- Ouilly-le-Vicomte
- Le Pin
- Rocques
- Saint-André-d'Hébertot
- Saint-Arnoult
- Saint-Philbert-des-Champs
- Saint-Pierre-Azif
- Le Torquesne
- Tourgéville
- Villers-sur-Mer